# ヘレネの誘拐
『ヘレネの誘拐』（ヘレネのゆうかい、仏: L'Enlèvement d'Hélène、英: The Abduction of Helen）は、17世紀イタリア・バロック期のボローニャ派の巨匠グイド・レーニがキャンバス上に油彩で制作した絵画である。古代ギリシアのホメロスの叙事詩『イーリアス』に叙述されるヘレネの誘拐を主題としている。本来、スペイン国王フェリペ4世によって委嘱された作品であるが、結局、フランスに運ばれた。現在、パリのルーヴル美術館に所蔵されている。

## 作品
ギリシア神話の登場人物トロイの王子パリスは、いわゆる「パリスの審判」でヘラ、アフロディーテ、アテナの3人の女神の中で誰が一番美しいかと彼女たちから問われた時、彼を世界一の美女と結婚させてあげると約束したアフロディーテを選んだ。その結果、世界一の美女とされたスパルタのヘレネはパリスと結婚するためトロイに移り、これがトロイ戦争の発端となったが、ホメロスの『イーリアス』では彼女がトロイ側に誘拐されたと示唆されている。
フェリペ4世は、1627年にのヘレネの掠奪を表す大きなキャンバス画をグイド・レーニに委嘱した。当時、レーニがいたボローニャには教皇特使のベルナルディーノ・スパーダ枢機卿が滞在しており、枢機卿はこの絵画の委嘱について個人的に関わることができた。フェリペ4世の地位ゆえに、絵画の委嘱はローマ教皇には重大な政治的意味合いのある関心事であったのである。三十年戦争との関連で、親フランス的な教皇ウルバヌス8世がスペイン王に敵対的なメッセージを送るために本作を利用したと示唆する美術史家たちもいる。 また、本作とグエルチーノの『ディドの死』 (スパーダ絵画館、ローマ) が、フェリペ4世とフランスのマリー・ド・メディシスに対して向けられた寓意であるという見方をする研究者たちもいる。
本作の完成後、レーニとスペインの大使たちは支払いの件で反目し、作品はフェリペ4世に売られない結果となった。ちなみに、画面中央左寄りに立っているヘレネの顔は、後にスペイン王室コレクションに入ったレーニの『バラを持つ少女』 (プラド美術館) で左右反転された形で繰り返されている。プラド美術館では、『バラを持つ少女』は『ヘレネの誘拐』との関連で描かれた可能性があるという見方をしている。
スパーダ枢機卿は、フェリペ4世の代わりにマリー・ドメディシスが本作を購入することを提案した。マリーが提案を受け入れたので、結局、作品はフランスに運ばれた。しかし、作品はフランスに到着したにもかかわらず、マリーは手中に収めなかった。1654年以前に、代わりにルイ1世・フェリポー・ド・ラ・ヴリリエール侯爵に購入され、現在では失わているパリの画廊に掛けられた。なお、侯爵は、『ヘレネの誘拐』の対作品としてピエトロ・ダ・コルトーナに『カエサルがクレオパトラをエジプトの玉座に戻す』 (リヨン美術館) を委嘱した。後の1737年に、本作はパンティエーヴル公ルイ・ジャン・マリー・ド・ブルボンのコレクションに入ったが、フランス革命中に没収され、1794年にルーヴル美術館に運ばれた。

## ギャラリー

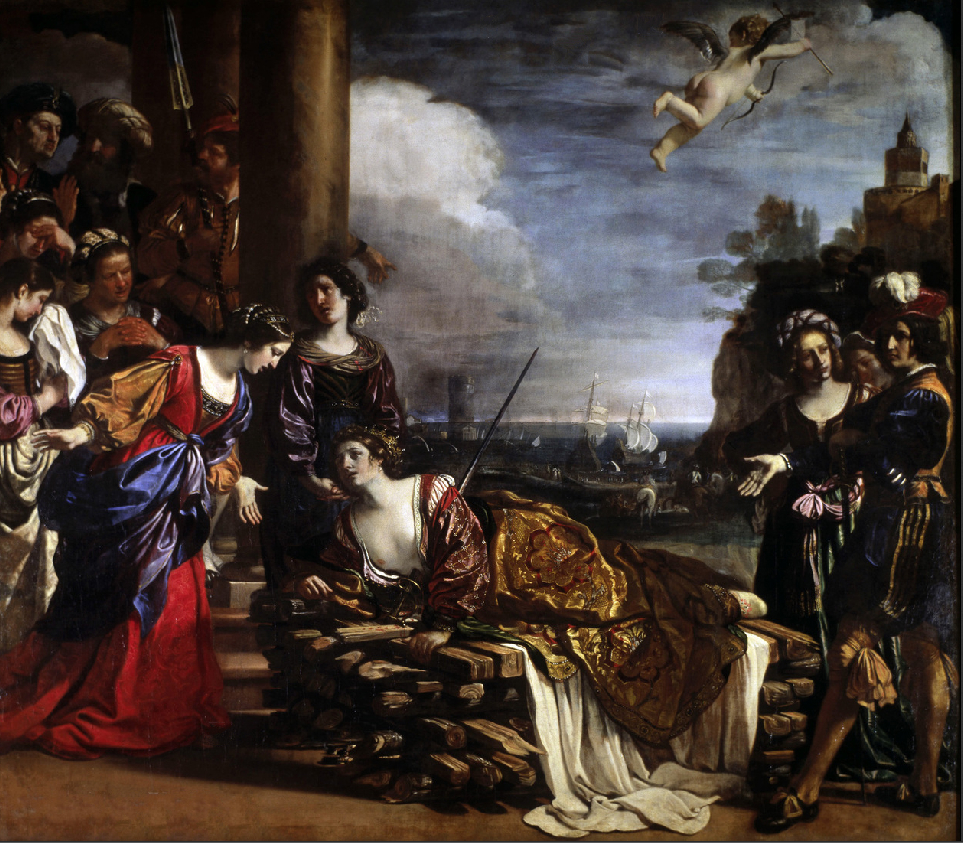
グエルチーノ『ディドの死（英語版）』(1631年)、スパーダ絵画館（英語版）、ローマ
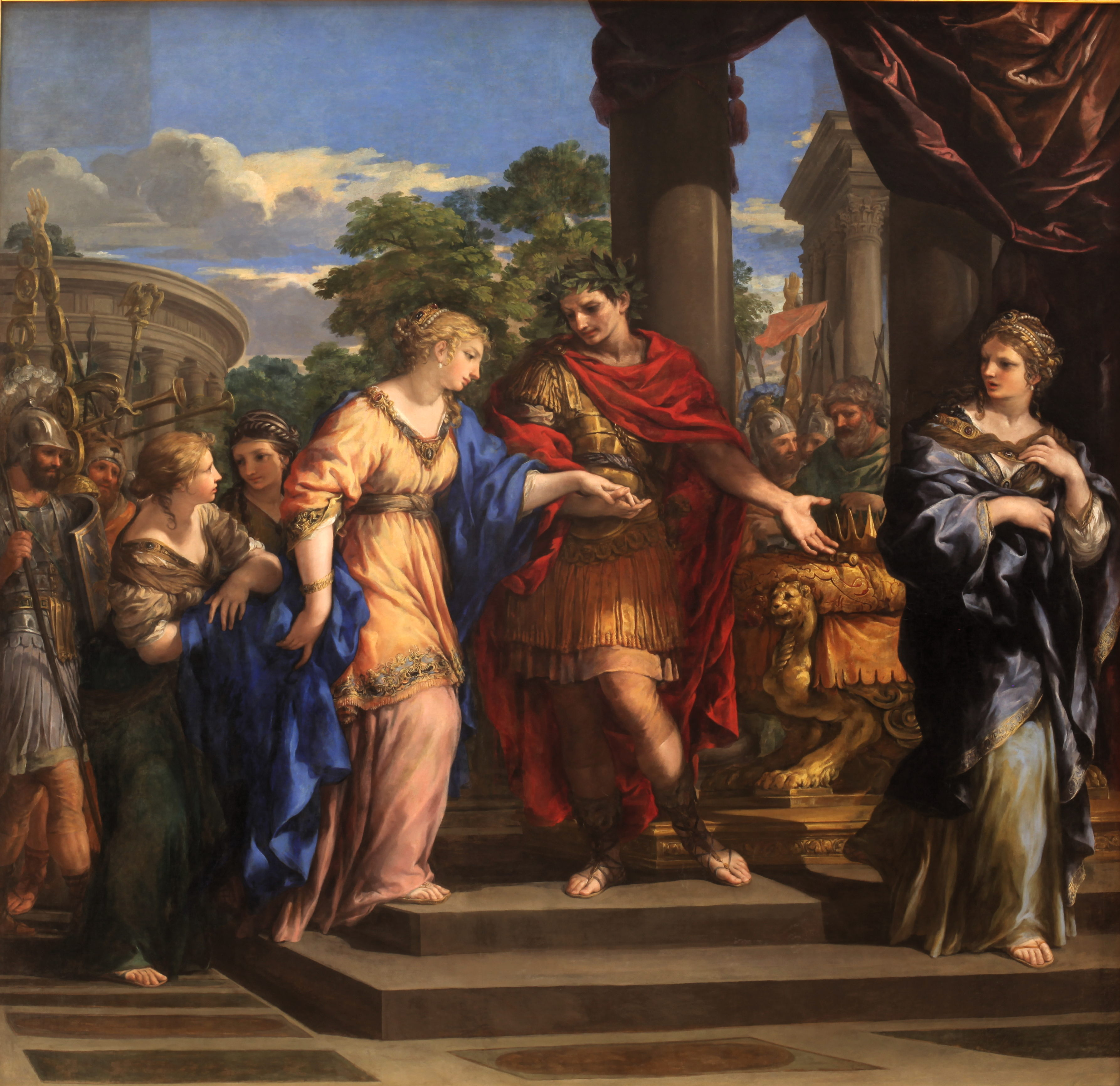
ピエトロ・ダ・コルトーナ『カエサルがクレオパトラをエジプトの玉座に戻す』(1637-1643年ごろ)、リヨン美術館
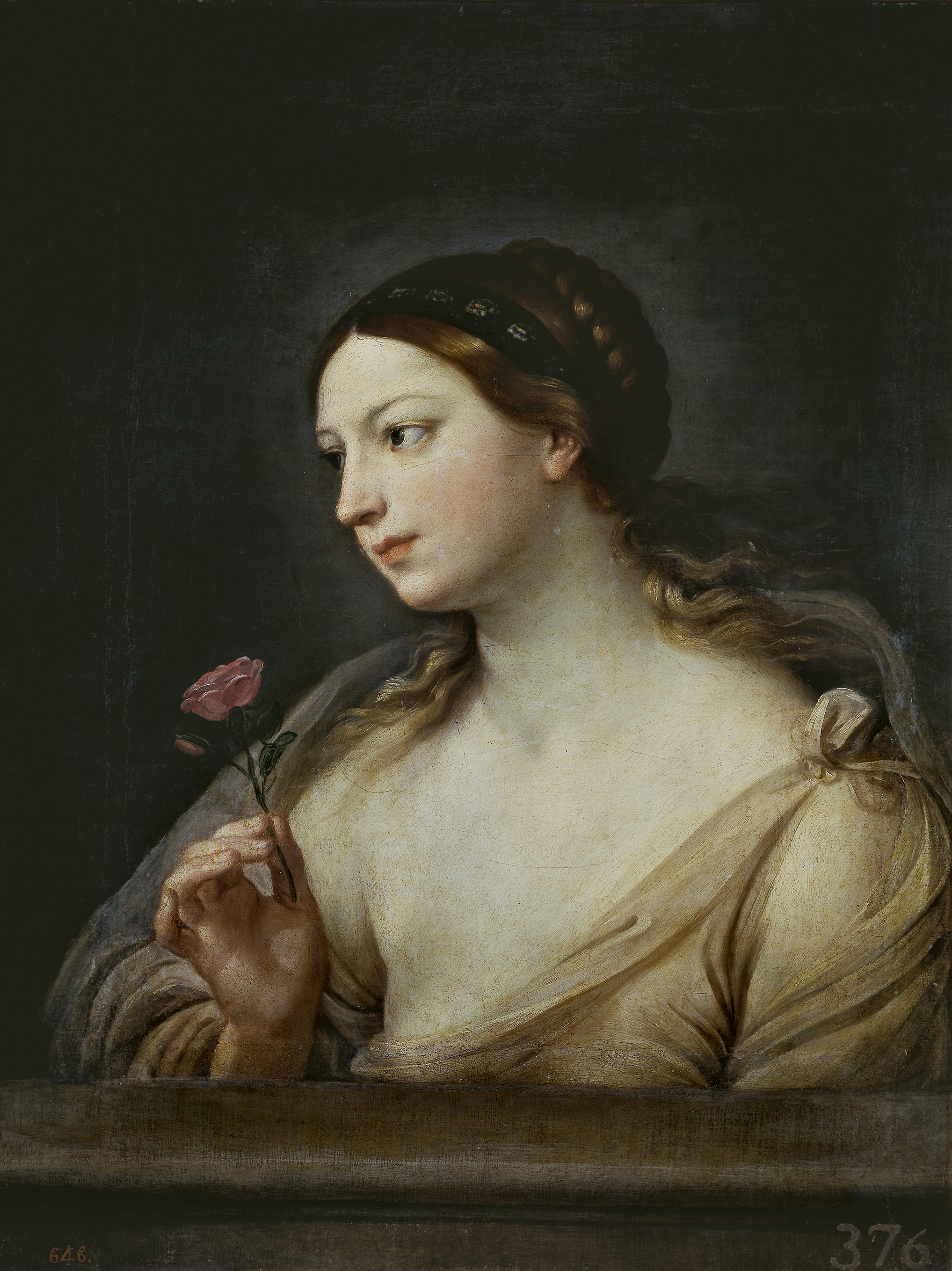
グイド・レーニ『バラを持つ少女』 (1636-1637年)、プラド美術館